# Друга влада Петра Стамболића
Друга влада Петра Стамболића је била Влада Народне Републике Србије. Формирана је 10. априла 1951, након избора за Народну скупштину Србије, одржаних 18. марта 1951. године. Постојала је до 5. фебруара 1953, када је након избора за Народну скупштину Србије формирана нова Влада истог председника.

## Састав Владе
| Функција                    | Име и презиме          | Странка                    | У служби   | У служби  | Напомена                                                                                         | Реф.        |
| Функција                    | Име и презиме          | Странка                    | почетак    | крај      | Напомена                                                                                         | Реф.        |
| --------------------------- | ---------------------- | -------------------------- | ---------- | --------- | ------------------------------------------------------------------------------------------------ | ----------- |
| Председник Владе            | Петар Стамболић        | Народни фронт Србије (КПЈ) | 10.4.1951. | 5.2.1953. |                                                                                                  | [ 1 ] [ 2 ] |
| Потпредседник               | Јован Веселинов        | Народни фронт (КПЈ)        | 10.4.1951. | 5.2.1953. | истовремено председник Привредног савета                                                         | [ 1 ] [ 2 ] |
| Потпредседник               | Душан Петровић         | Народни фронт (КПЈ)        | 10.4.1951. | 5.2.1953. |                                                                                                  | [ 1 ] [ 2 ] |
| Министар правосуђа          | Милош Царевић          | Народни фронт (ДС)         | 10.4.1951. |           |                                                                                                  | [ 1 ] [ 2 ] |
| Министар рада               | Крсто Филиповић        | Народни фронт (КПЈ)        | 10.4.1951. |           |                                                                                                  | [ 1 ] [ 2 ] |
| Министар унутрашњих послова | Слободан Пенезић Крцун | Народни фронт (КПЈ)        | 10.4.1951. | 5.2.1953. |                                                                                                  | [ 1 ] [ 2 ] |
| Министар финансија          | Милорад Зорић          | Народни фронт (КПЈ)        | 10.4.1951. | 5.2.1953. |                                                                                                  | [ 1 ]       |
| Министар у Влади            | Мехмед Хоџа            | Народни фронт (КПЈ)        | 10.4.1951. |           |                                                                                                  | [ 1 ] [ 2 ] |
| Министар у Влади            | Милош Минић            | Народни фронт (КПЈ)        | 10.4.1951. | 5.2.1953. | председник Савета за законодавство и изградњу народне власти и председник Савета за промет робом | [ 1 ] [ 2 ] |
| Министар у Влади            | Митра Митровић         | Народни фронт (КПЈ)        | 10.4.1951. | 5.2.1953. | председник Савета за просвету, науку и културу                                                   | [ 1 ] [ 2 ] |
| Министар у Влади            | Спасенија Цана Бабовић | Народни фронт (КПЈ)        | 10.4.1951. | 5.2.1953. | председник Савета за народно здравље и социјалну политику                                        | [ 1 ] [ 2 ] |
| Министар у Влади            | Драги Стаменковић      | Народни фронт (КПЈ)        | 10.4.1951. |           | председник Савета за енергетику и екстрактивну индустрију                                        | [ 1 ] [ 2 ] |
| Министар у Влади            | Воја Лековић           | Народни фронт (КПЈ)        | 10.4.1951. | 5.2.1953. | председник Савета за прерађивачку индустрију                                                     | [ 1 ] [ 2 ] |
| Министар у Влади            | Михаило Швабић         | Народни фронт (КПЈ)        | 10.4.1951. |           | председник Савета за грађевинске и комуналне послове                                             | [ 1 ] [ 2 ] |
| Министар у Влади            | Риста Антуновић        | Народни фронт (КПЈ)        | 10.4.1951. |           | председник Савета за пољопривреду и шумарство                                                    | [ 1 ] [ 2 ] |
| Министар у Влади            | Миливоје Радовановић   | Народни фронт (КПЈ)        | 10.4.1951. |           | генерални секретар Владе                                                                         | [ 1 ] [ 2 ] |